# Federico Javier Ortiz Ibarra
Federico Javier Ortiz Ibarra (Acapulco de Juárez, México, 5 de enero de 1959 ) es un médico cirujano, infectólogo pediatra, e investigador mexicano.

## Biografía
Nació en Acapulco de Juárez el 5 de enero de 1959. Realizó sus estudios de primaria, secundaria y preparatoria en Iguala de la Independencia, y los de licenciatura en la Facultad de Medicina de la Universidad Autónoma del Estado de México; obteniendo el título de Médico Cirujano en 1984. Se especializó en Infectología en 1989, en el Instituto Nacional de Perinatología (INPer) de la Secretaría de Salud de México.

## Publicaciones
Dentro de las publicaciones del Dr. Javier Ortiz Ibarra, destacan más de 100 artículos con arbitraje en revistas médicas y de divulgación científica, así como ocho libros de la especialidad.

### Artículos
- Ortiz-Ibarra, FJ. Treviño-Valdez, P. Valenzuela-Mendez, M. Limon-Rojas, A. Lara-Flores, G. Ceballos-Bocanegra, A. Morales-Mendez, Y. Fernandez-Carrocera, L. Covian-Molina, E. Reyna-Figueroa, J. (2015) Evaluation of the Light-Cycler® SeptiFast Test in Newborns with Suspicion of Nosocomial Sepsis. Iran J Pediatr. February; 25(1):e253.
- Vázquez, NL. Ortiz-Ibarra, FJ. Domínguez, C. (2014) Opinión de expertos sobre infecciones congénitas y perinatales, 2da parte (ICP) Sociedad Latinoamericana de Pediatría Revista Enfermedades Infecciosas en Pediatría; v. XXVIII: 514-518
- Ortiz-Ibarra, FJ. Reyna-Figueroa, J. Treviño, P. Fernandez, L. Lara, G. Valenzuela, E. Morales, Y. Limon, RA. A, Ceballos. (2012) A standardized protocol for the multiplex PCR technique Septifast® Roche for neonatal samples with suspected sepsis. Critical Care, 16(Suppl 3):P79.
- De Haro-Cruz, M. De León-Rodríguez, I. Escobedo-Guerra, M. López-Hurtado, M. Arteaga-Troncoso, G. Ortiz-Ibarra, FJ. Guerra-Infante, F. (2011) Genotyping of Chlamydia trachomatis from endocervical specimen of infertile Mexican Woman. Enferm Infecc Microbiol Clin;29:102-108
- Esau, CJ. Calvety, A. Krauss, MR. Ortiz-Ibarra, FJ. et al (2010) Maternal Antiretroviral use during pregnancy and infant congenital anomalies: The NISDI perinatal study. J Adquir immuneDefic Syndr;53:176-185

### Libros
- Ortiz-Ibarra, FJ. Lara-Flores, G. Sola, A. (2015) Infectologia Perinatal y neonatal. Ediciones SIBEN .Sociedad Iberoamericana de Neonatologia. Costa Rica- Argentina –México. ISBN 978-9930-9551-3-0
- Pérez, PG. Ortiz-Ibarra, FJ. (2008) Clínicas de Perinatología y Reproducción Humana, VIH, ITS y Salud Reproductiva. Instituto Nacional de Perinatología. Editorial Elsevier. ISBN 970-9793-18-7. México D.F.
- Pérez, PG.  Ortiz-Ibarra, FJ. (2007) Estrategias Globales para la Prevención y Tratamiento de la Transmisión del VIH/SIDA: Resultado de las Intervenciones. Editorial Elsevier., ISBN 970-9793-15-2. México D.F.
- Casanova, RG. Ortiz-Ibarra, FJ. Reyna, FJ. (2004) Infecciones de Transmisión Sexual. Editorial Alfil, México, D.F. ISBN 968-7620-10-2.

## Distinciones y membresías
- Miembro de Honor de la Sociedad Iberoamericana de Neonatologia (2014).
- Presidente de la Asociación Mexicana de Infectología Pediátrica AC (2006-2008).[4]
- Medalla al Mérito Melitense de La Soberana Orden Militar y Hospitalaria de San Juan de Jerusalén, de Rodas y de Malta (2005).[1]
- Cátedra Luis Castelazo Ayala de la Universidad Nacional Autónoma de México (2001).[1]